# Macromedia
A Macromedia egy grafikával és webfejlesztéssel foglalkozó amerikai szoftverfejlesztő cég volt San Franciscó-i, kaliforniai központtal, mely olyan szoftvereket gyártott, mint pl. Flash és Dreamweaver. Versenytársa, az Adobe Systems felvásárolta a Macromediát 2005. december 3-án, és átvette a Macromedia termékvonal feletti irányítást.

## Története
A Macromedia eredete 1992-ig nyúlik vissza, amikor is Authorware Inc. (Authorware termék készítője) egyesült a MacroMind-Paracomp-pal (Macromind Director készítője).

## Külső hivatkozások
- Adobe történetek
- Adobe Feeds Weblogs